# Engenharia clínica
A engenharia clínica é um campo do conhecimento que deriva da engenharia biomédica e elétrica e que foca na gestão de tecnologias de saúde, usando conhecimentos de engenharia e técnicas gerenciais para proporcionar uma melhoria nos cuidados dispensados ao paciente.
Os engenheiros entraram no ambiente hospitalar americano nos anos 60 em resposta às preocupações com a segurança dos pacientes, bem como a rápida proliferação dos equipamentos e avanços na medicina. Logo, viram-se envolvidos com testes de performance e de segurança elétrica, bem como ações que promovessem o treinamento dos profissionais que utilizariam os equipamentos junto aos pacientes.
Hoje, no cenário brasileiro, pode-se dizer que a engenharia clínica é composta por profissionais multidisciplinares que atuam em sua maioria dentro de um estabelecimento assistencial de saúde (EAS) ou numa rede de saúde e que agem cooperativamente com administradores e demais profissionais da assistência ao paciente no planejamento tecnológico de suas atividades produtivas e na seleção adequada, criteriosa e imparcial de tecnologias existentes no mercado visando segurança e custo/benefício. Assim, cabe a engenharia clinica analisar e oferecer ao administrador hospitalar e demais profissionais da assistência várias opções de escolha de tecnologias a partir de estudos científicos e, desta forma, estabelecer conjuntamente com os mesmos a especificação técnica detalhada para a comissão de compra ou para a comissão de ATS (avaliação de tecnologias em saúde).
É através da engenharia clínica que ocorre a estratégia de gestão da vida útil da tecnologia incorporada, maximizando a produção da equipe de assistência com segurança através do ideal da promoção de um departamento ou setor interno ao EAS, composto por profissionais qualificados, que sejam capazes de realizar rotinas de manutenções preventivas e corretivas ou de verificações ou calibrações com maior agilidade e proximidade do setor assistencial demandante, com confiabilidade e orientação didática, haja vista que grande parte da demanda de serviços técnicos possui soluções simples ligadas ao ambiente ou à forma de uso. 
Em casos nos quais a solução é mais complexa e escapa à estrutura ou expertise do setor interno de engenharia clínica, a equipe interna age delegando e supervisionando a atividade contratada prestada por empresas de assistência técnica ou pelo fornecedor/fabricante  do equipamento. De fato, é a equipe técnica de engenharia clínica do EAS que verifica em campo se a empresa contratada está agindo conforme os termos contratuais ou conforme o orçamento, com ética e segurança, fazendo a avaliação periódica da qualidade na prestação dos serviços pós-venda e, desta forma, gerando informações que podem influenciar novas aquisições de tecnologia.
Neste contexto, o profissional de engenharia clínica se posiciona de tal forma que pode vir a apontar falhas de segurança percebidas em projetos de tecnologias junto aos órgãos competentes e fabricantes, bem como apontar relação de dependência desleal de peças e outros abusos, e por isso a importância da imparcialidade do profissional e de seu compromisso com os valores do EAS para o qual trabalha. De fato, é reconhecida a engenharia clínica como importante componente na gestão de risco hospitalar, agindo nas causas-raízes dos eventos adversos e promovendo a sua mitigação e prevenção.

## Central de equipamentos
A Central de Equipamentos é uma estrutura física dentro do EAS que acondiciona equipamentos de reserva que serão solicitados pelos setores assistenciais cobertos diante de uma necessidade especial. Sua equipe é formada, na maioria das vezes por profissionais de enfermagem que agem em todos os plantões dando suporte ao recolhimento de equipamentos sob suspeita de falha e no fornecimento, em condição de empréstimo, de recurso reserva ou na orientação de ações contingenciais na falta daquele recurso. Como suporte, a engenharia clínica oferece à central de equipamentos os serviços de manutenção e gestão de tecnologia, podendo implantar ou não uma equipe dentro da central de equipamentos.
A implantação de uma Central de Equipamentos pode ter diferentes motivações, dentre as mais comuns está a necessidade de reunir em um único local equipamentos e recursos que outrora ficavam sob a responsabilidade de cada setor assistencial, facilitando o acesso e poupando a energia gerencial destes setores para outras atividades. Outra motivação surge da percepção de que o profissional em engenharia clínica é pouco disponível no mercado para atuação em plantões, e que, neste caso, ter profissionais de enfermagem capazes de realizar testes funcionais pode representar enorme vantagem para a eliminação de problemas originados por descuido ou desconhecimento de procedimentos, principalmente em períodos noturnos e feriados. 
Desta forma, podemos classificar as Centrais de Equipamentos em dois tipos: 
1. Passiva
2. Ativa

A central de equipamentos do tipo passiva é aquela na qual ocorre apenas a ação de recolhimento, guarda e empréstimo de recursos. Neste modelo, pouco ou nada se faz para eliminar causas de utilização incorreta, e os equipamentos são direcionados após limpeza e desinfecção para os profissionais de engenharia clínica para a manutenção corretiva. Outra característica é ser genérica e oferecer cobertura a maioria dos setores assistenciais sem distinção.
A central de equipamentos ativa, porém, amplia o papel do tipo passivo pela atuação com foco preventivo através da visita e conferência diária das condições de utilização junto aos demais profissionais da assistência, oferendo orientação em tempo real para o mesmo diante da percepção de uma não conformidade. Por exemplo, o profissional de enfermagem da central de equipamentos do tipo ativo pode visitar os leitos de uma central de terapia intensiva e conversar com os outros profissionais que dele cuidam, ouvindo dúvidas sobre como realizar um procedimento e agindo na pesquisa de dados e na criação de material de educação continuada como feedback. É comum o emprego de um check-list de visita conferindo se cada paciente está ligado corretamente à um equipamento e se o operador que o fez domina os recursos do mesmo, com anotação do nome, data e hora da entrevista e da avaliação. É feita também a avaliação se o profissional demonstra ter energia para realizar as tarefas ou se ele se mostra desgastado e desatento, munindo assim a gestão de enfermagem de informações úteis para ações administrativas. Outras ações são:
- verificação se os equipamentos existentes são mesmo daquele setor e se estão presentes para o turno de trabalho. Se não, conferir os protocolos de empréstimo e movimentação disponíveis e investigar o motivo da movimentação;
- verificação se os recursos emprestados estão sendo usados da forma correta e sua previsão de retorno à Central de Equipamentos;
- cobrança dos recursos emprestados ao final da necessidade de uso (exemplo: paciente recebeu alta);
- acompanhamento se os profissionais de assistência do setor realizaram os testes funcionais diários recomendados e se os mesmos foram documentados (exemplo: testes no carrinho de emergência);
- verificação dos registros de conferência locais de suprimentos necessários para o turno (exemplo: trocas de balas de oxigênio, disponibilidade de recursos estéreis, etc).
- conferência se há disponibilidade local de manuais de operação de equipamentos e aplicação de atividades educativas junto a equipe sobre os mesmos.
- acompanhamento do cronograma de manutenção preventiva e retirada antecipada do uso do equipamento alvo em conjunto com outros profissionais da assistência, com limpeza e desinfecção, para agilizar o serviço técnico via engenharia clínica;
- verificação da cultura do setor assistencial em manter equipamentos ligados na tomada para carga de bateria;
- treinamento simulado de ações contingenciais, de modo a preparar a equipe do setor assistencial para possíveis falhas tais como falta de luz, falta de equipamento, incêndio, etc. Os setores mais carentes de Central de Equipamentos são aqueles focados em atendimento de emergência, centros de terapia intensiva (adulto e neonatal) e em cirurgia. Assim, centrais de equipamentos ativas tendem a se concentrar nestes setores criando controles diários específicos.Infelizmente, ainda não se conhece uma central de equipamentos que tenham implementado totalmente os controles de modo a ser denominada plenamente ativa.

## Engenharia hospitalar
A engenharia hospitalar no Brasil reúne profissionais de engenharia focados na estrutura predial hospitalar, que na maioria das vezes demanda equipamentos não-médicos que podem ser encontrados em hotéis, por exemplo. No entanto, o profissional que atua com engenharia hospitalar tem um conhecimento mais aprofundado das regulamentações que orientam obras e espaços hospitalares, bem como age no controle de manutenção deste espaço. 
Embora no Brasil existam profissionais de engenharia que acumulam ambas as funções, tanto de engenharia clínica quanto de engenheiro hospitalar, pode-se dizer que, dada a complexidade associada a cada área de conhecimento e o ritmo da evolução tecnológica, o ideal para um EAS que visa afirmar seu potencial junto à comunidade em que atua seria manter profissionais dedicados de tal forma que exista um responsável técnico pela atuação quanto a gestão de tecnologia de equipamentos médico-hospitalares e outro quanto a gestão de infra-estrutura, atuando em harmonia dentro do estabelecimento hospitalar e integrando a comissão de compra ou a comissão ATS.

## Tecnologia de informação
A tecnologia de informação (TI) dentro dos hospitais tem desempenhado papel fundamental junto a gestão hospitalar ao suprir com dados mais precisos os administradores. Neste aspecto, a escolha de sistemas hospitalares (HIS) tem sido muito focada na questão do prontuário, nos controles de suprimentos e no faturamento, mas nem sempre contemplam plenamente a necessidade de gestão de tecnologia em engenharia clínica.
Desta forma, torna-se muito importante o trabalho colaborativo entre a TI e a engenharia clínica no sentido de avaliar outras soluções complementares existentes no mercado, de modo a suprir as demandas de engenharia clínica sem comprometer a gestão hospitalar.

## Nos fornecedores (assistências técnicas, vendedores e fabricantes)
Como a engenharia clínica atua diretamente com a seleção de tecnologias junto aos hospitais, e tendo em vista a necessidade crescente que vendedores e fabricantes enfrentam de melhorar a aceitabilidade de seus produtos no mercado, tem se tornado comum a incorporação de profissionais de engenharia clínica dentro destas empresas de modo análogo ao praticado pelos EAS.
A contratação em si é ainda motivada pela percepção da necessidade de melhoria dos serviços prestados por tais empresas em assistência técnica, em estratégias de venda e de aluguel de equipamentos, em criação de material didático de treinamentos de novos usuários, na realização de calibrações e teste de desempenho - enfim, todas as atividades que venham a influenciar positivamente a decisão de um administrador hospitalar ou profissional de saúde na escolha dos serviços daquela empresa (na qual o profissional de engenharia clínica trabalha) em detrimento de outra concorrente.
É importante observar que a presença de um profissional de engenharia clínica na empresa que realiza vendas/aluguel de produtos junto ao EAS reforça a necessidade deste EAS investir em sua estrutura interna de engenharia clínica a fim de encontrar equilíbrio nas negociações das soluções entre os diferentes fornecedores atuantes no mercado, e não na substituição de um pelo outro e vice-versa.